# Dondon
Dondon, właśc. Paulo Samuel Santos (ur. 3 marca 1915 w Cataguazes, zm. 14 lipca 1961 w Cataguazes) – piłkarz brazylijski grający na pozycji napastnika.

## Kariera klubowa
Dondon występował w klubie Botafogo FR.

## Kariera reprezentacyjna
W reprezentacji Brazylii Dondon zadebiutował 7 września 1934 w wygranym 10-3 meczu z klubem Galícia Salvador. W rozegranym 30 września 1934 wygranym 3-1 meczu z klubem Santa Cruz Recife, który był jego piątym i ostatnim meczem w reprezentacji, Dondon strzelił swoją jedyną bramkę dla canarinhos. Dondon nigdy nie zagrał w reprezentacji w meczu międzypaństwowym.